# Clinocentrus longitarsis
Clinocentrus longitarsis är en stekelart som beskrevs av Granger 1949. Clinocentrus longitarsis ingår i släktet Clinocentrus och familjen bracksteklar. Inga underarter finns listade i Catalogue of Life.